# Gerda Engelbracht
Gerda Engelbracht (* 1955 in Warburg/Westfalen) ist eine deutsche Kulturwissenschaftlerin, Autorin und Kuratorin.

## Leben
Engelbracht studierte Volkskunde, Ethnologie und Publizistik in Göttingen. Seit 1985 lebt sie in Bremen.
Sie verfügt über langjährige Erfahrungen im Museums- und Ausstellungsbereich, konzipiert und realisiert Projekte, Ausstellungen und Veranstaltungsreihen und realisiert Publikationen zur Regional-, Sozial- und Medizingeschichte.
Gemeinsam mit Andrea Hauser gründete sie das Unternehmen „Engelbracht und Hauser – Geschichts- und Kulturkonzepte GbR“.
Von Dezember 2008 bis Dezember 2011 war sie Mitarbeiterin des Trachtenprojektes der Universität Oldenburg, Fakultät III, Sprach- und Kulturwissenschaften – Institut für Materielle Kultur.

## Werke (Auswahl)
- Das „Töpferdorf Fredelsloh“. Ein Dorf zwischen Töpfertradition und Tourismus. Magisterarbeit, Göttingen 1981
- mit Achim Tischer: Das St. Jürgen-Asyl in Bremen. Leben und Arbeiten in einer Irrenanstalt 1904-1934. Edition Temmen, Bremen 1990.
- Das Haus Reddersen. Zur Geschichte der ersten bremischen Pflege- und Erziehungsanstalt für geistig und körperlich behinderte Kinder und Jugendliche. Bremen 1995, ISBN 978-3-924444-90-7.
- Der tödliche Schatten der Psychiatrie. Die Bremer Nervenklinik 1933-1945. Donat Verlag, Bremen 1997 (2. Aufl. 2002).
- Osterholz 1860-1945. Ein photographischer Streifzug. Edition Temmen, Bremen 2001.
- Von der Nervenklinik zum Zentralkrankenhaus Bremen-Ost. Bremer Psychiatriegeschichte 1945-1977. Edition Temmen, Bremen 2004.
- mit Klaus Berthold, Andrea Hauser, Rüdiger Hoffmann: Der Club zu Bremen 1783-2008. 225 Jahre in vier Jahrhunderten. Bremen 2009
- dodenhof. das erste jahrhundert. Hrsg.: Dodenhof Immobilien- und Dienstleistungs-KG, Posthausen 2011.
- mit Andrea Hauser: Mitten in Hamburg. Die Alsterdorfer Anstalten 1945-1979. Kohlhammer Verlag, Stuttgart 2013.
- Medizinverbrechen an Bremer Kindern und Jugendlichen im Nationalsozialismus. Mabuse Verlag, Frankfurt 2014.
- mit Andrea Hauser: Bremer Jugendhilfe und Jugendfürsorge in der NS-Zeit. Bremen 2015.
- mit Andrea Hauser: Der Friedhof Riensberg. Ein ausführliches Handbuch von A-Z. Edition Falkenberg, Bremen 2015, ISBN 978-3-95494-079-0.
- Erinnerungsbuch für die Opfer der NS-Medizinverbrechen in Bremen. Edition Falkenberg, 2016, ISBN 978-3-95494-102-5. (Kleine Schriften des Staatsarchivs Bremen – Heft 53)